# Billionaire Boys Club (film 2018)
Billionaire Boys Club è un film del 2018 diretto da James Cox.
La pellicola, con protagonisti Ansel Elgort, Kevin Spacey, Taron Egerton e Emma Roberts, narra la vera storia del club d'investimento omonimo creato nel 1983 da Joseph Henry Gamsky, noto come Joe Hunt; la società utilizzava lo schema Ponzi per arricchirsi velocemente.

## Trama
Anni '80, Los Angeles. Guidati dal loro amico Joe Hunt, un gruppo di giovani facoltosi escogita un piano per diventare ricchi attraverso uno schema Ponzi. Il piano però finisce male per tutte le parti coinvolte, così Hunt e l'amico Tim finiscono per uccidere l'investitore e truffatore Ron Levin.

## Produzione
Nel maggio 2010 il regista James Cox annuncia il progetto, da lui diretto e co-sceneggiato. Cox ha scritto la sceneggiatura in quattro mesi dopo aver effettuato ricerche sugli eventi, aiutato dal fratello.
Le riprese del film, il cui budget è stato di 15 milioni di dollari, sono iniziate il 7 dicembre 2015 a New Orleans e terminano il 25 gennaio 2016.

## Promozione
Il primo trailer del film viene diffuso l'8 giugno 2018.

## Distribuzione
Il film è stato distribuito nelle sale cinematografiche statunitensi a partire dal 3 agosto 2018, mentre in Italia arriva direct to video dal 15 gennaio 2019.

## Accoglienza

### Incassi
Al suo debutto negli Stati Uniti, il film ha incassato 126 dollari nelle dieci sale cinematografiche in cui è programmato, segnando la peggior apertura di un film con Kevin Spacey, causata dalle accuse del 2017.